# Nonyma ituruensis
Nonyma ituruensis är en skalbaggsart som beskrevs av Stefan von Breuning 1956. Nonyma ituruensis ingår i släktet Nonyma och familjen långhorningar. Inga underarter finns listade i Catalogue of Life.